# Кевљани
Кевљани су насељено мјесто у граду Приједор, Република Српска, БиХ. Према попису становништва из 1991. у насељу је живјело 1.947 становника.

## Становништво
| Националност       | 1991.          | 1981.          | 1971.          |
| Муслимани          | 1.893 (97,22%) | 1.824 (97,33%) | 1.487 (96,87%) |
| Срби               | 36 (1,84%)     | 19 (1,01%)     | 34 (2,21%)     |
| Хрвати             | 2 (0,10%)      | 0              | 2 (0,13%)      |
| Југословени        | 3 (0,15%)      | 26 (1,38%)     | 1 (0,06%)      |
| остали и непознато | 13 (0,66%)     | 5 (0,26%)      | 11 (0,71%)     |
| Укупно             | 1.947          | 1.874          | 1.535          |

1. ↑  Муслимани се данас изјашњавају као Бошњаци.